# Czumactwo

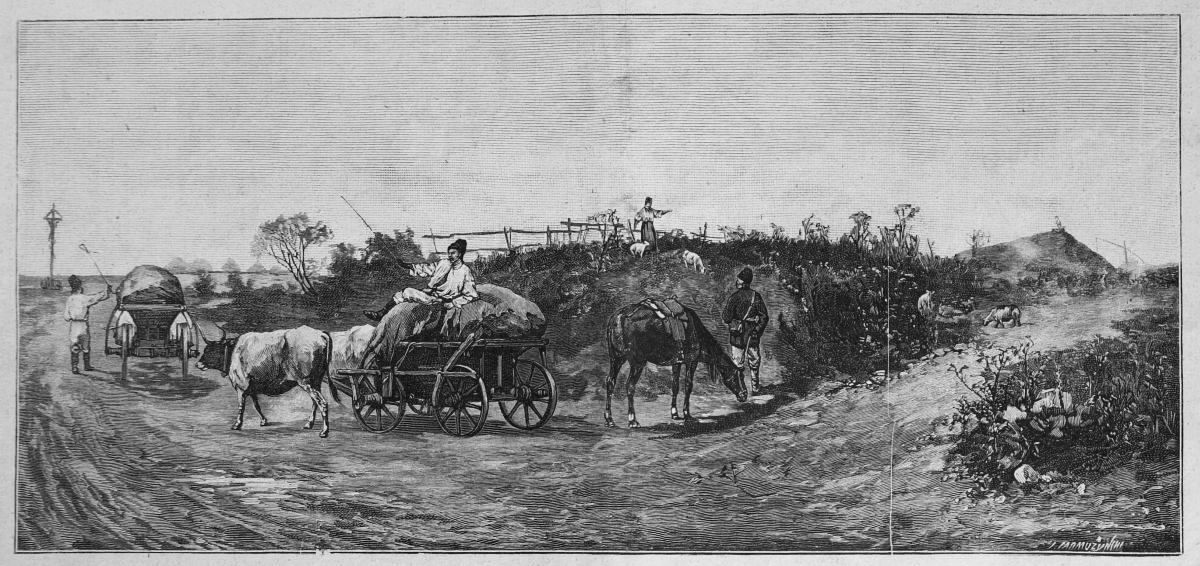
Czumaki – drzeworyt J. Jarmużyńskiego wg obrazu Tadeusza Ajdukiewicza (1882)

Czumactwo – zajęcie polegające na lądowym transporcie towarów, istniejące od XV do połowy XIX wieku na terenie obecnej Ukrainy.
Nazwa zawodu – „czumak” pochodzi od drewnianej, szczelnej skrzyni (nazywanej „czum”, według innej wersji nazywano tak łyżkę do mierzenia soli), w której transportowano sól i suszone ryby. Alternatywna hipoteza wskazuje, że słowo to może pochodzić od dżumy, którą roznosili wozacy podróżujący od osady do osady. Czumaków nazywano również w XV–XVI wieku „solenikami”, później również „kołomyjcami”.
Oprócz podstawowego towaru, czyli soli wożonej z Krymu, wybrzeży Morza Czarnego i Azowskiego, Galicji, Doniecczyzny i Powołża, wożono również suszone ryby, wyroby metalowe i szklane, tytoń, gorzałkę, drewno.

## Organizacja transportu
Czumacy wozili towary wozami, zwanymi „maż”, zaprzężonymi w parę lub cztery woły. Para wołów mogła uciągnąć wóz załadowany 60 pudami soli. Używano płowych wołów besarabskich, z długimi rogami.
Wozy poruszały się konwojami, liczącymi do 100 wozów, były dowodzone przez doświadczonego atamana. Czumacy byli zazwyczaj uzbrojeni, w celu obrony wozów i transportowanego towaru. Transporty formowano wczesną wiosną (zwyczajowo wyruszano zawsze w niedzielę), a powracano do domów jesienią.
Czumactwo było najbardziej rozpowszechnionym zajęciem, uczestniczyli w nim również Kozacy, ochraniając transporty, szczególnie przy przeprawach przez Dniepr, oraz nocując i karmiąc przejeżdżających czumaków. Często czumacy zimowali w osiedlach kozackich, szczególnie w Łuhu.
Istniało wiele tradycyjnych szlaków czumackich – łączyły Słobodańszczyznę i Lewobrzeże z Zaporożem i Krymem, Donem i Morzem Azowskim, inne wiodły z Lewobrzeża i Prawobrzeża do Galicji, Besarabii i Mołdawii. Szlaki posiadały własne nazwy, najbardziej znanymi były: Czornyj, Carhorodzki, Bakajiw, Murawskyj, Charkiwskyj.

## Rozwój czumactwa
W XVIII wieku stało się największym pozarolniczym zajęciem rolników i Kozaków. Wówczas transportowano na południe głównie zboże, eksportowane za granicę przez porty Morza Czarnego i Azowskiego, oraz skóry, miód, wosk. Z powrotem transportowano sól i suszone ryby.
Posiadali oni wtedy monopol na handel solą, jeszcze w latach 1830–1840 obsługiwali 50–60% handlu solą. Transportowali wtedy 2,5 do 4 mln pudów soli, 600–900 tysięcy pudów suszonej ryby, 25–40 mln pudów zboża (w sumie około 60-80 mln pudów towaru). Transportowali towary również do Moskwy i innych miast Rosji, na Kaukaz Północny, Białoruś, do Polski i Mołdawii.
Oprócz drobnych czumaków, dysponujących jednym lub dwoma zaprzęgami, w drugiej połowie XVIII wieku powstały wielkie przedsiębiorstwa czumackie, posiadające po kilka tysięcy zaprzęgów. Z ich właścicieli powstały pierwsze rodziny ukraińskich przemysłowców. Znaczenie czumactwa stopniowo malało od połowy XIX wieku, i całkiem zanikło wraz z rozwojem transportu kolejowego i wodnego. Jednak jeszcze w 1880 naliczono 200 000 czumaków.

## Czumactwo w sztuce
Tematyka czumacka znajdowała odniesienie w folklorze (pieśni czumackie), w literaturze (Iwan Kotliarewskyj, Taras Szewczenko, Hryhorij Kwitka-Osnowjanenko, Marko Wowczok, O. Rudnykowskyj, Iwan Karpenko-Karyj), oraz w malarstwie (Taras Szewczenko, Iwan Ajwazowski, S. Trutowskyj, W. Orłowskyj, Serhij Wasylkiwskyj).